# Edmund Stafford, 5. Earl of Stafford
Edmund Stafford, 5. Earl of Stafford KG (* 2. März 1378, Staffordshire, England; † gefallen am 21. Juli 1403, Shrewsbury, Shropshire, England) war ein englischer Adliger.

## Leben
Edmund war das achte von neun Kindern von Hugh de Stafford, 2. Earl of Stafford, und der Philippa de Beauchamp. Er heiratete am 13. Juni 1398 Anne of Gloucester, die Tochter von Thomas of Woodstock, 1. Duke of Gloucester, einem jüngeren Sohn von König Eduard III., und von Eleanor de Bohun. Anne war die Witwe seines 1392 verstorbenen älteren Bruders, Thomas Stafford, 3. Earl of Stafford. Edmund trat beim Tode seines ebenfalls älteren Bruders William am 6. April 1395 dessen Nachfolge als Earl of Stafford an. 1399 wurde er Lord High Constable of England, ebenfalls seit 1399 Knight of the Bath und 1402 Ritter des Hosenbandordens.
Edmund Stafford fiel, auf Seiten König Heinrichs IV. kämpfend, im Alter von 25 Jahren in der Schlacht von Shrewsbury. Er wurde in der Kirche der Niederlassung des Augustinerordens in Stafford beigesetzt. 

## Familie und Nachkommen
Mit Anne of Gloucester hatte er die drei folgenden Kinder:
- Anne Stafford (* um 1400; † 24. September 1432)

1. ⚭ Edmund Mortimer, 5. Earl of March (* 6. November 1391; † 18. Januar 1425);
2. ⚭ 6. März 1427 John Holland, 2. Duke of Exeter (* 29. März 1395; † 5. August 1447) (Haus Holland)

- Humphrey Stafford, 1. Duke of Buckingham (* 15. August 1402;  † 10. Juli 1460 in der Schlacht von Northampton) ⚭ vor 18. Oktober 1424 Anne Neville (* um 1411 Westmorland, England; † 20. September 1480 Raby, Durham, England)
- Phillipa Stafford († als Kind)

## Einzelnachweis
1. ↑  Handbook of British Chronology, Second Edition, Seite 450

## Weblink
- Edmund Stafford, 5th Earl of Stafford auf thepeerage.com, abgerufen am 26. Juli 2015.

| Vorgänger        | Amt                        | Nachfolger        |
| ---------------- | -------------------------- | ----------------- |
| William Stafford | Earl of Stafford 1395–1403 | Humphrey Stafford |

| Personendaten    | Personendaten                         |
| ---------------- | ------------------------------------- |
| NAME             | Stafford, Edmund, 5. Earl of Stafford |
| ALTERNATIVNAMEN  | Stafford, Edmund                      |
| KURZBESCHREIBUNG | englischer Adliger                    |
| GEBURTSDATUM     | 2. März 1378                          |
| GEBURTSORT       | Staffordshire                         |
| STERBEDATUM      | 21. Juli 1403                         |
| STERBEORT        | Shrewsbury                            |